# Самоцьонжек
Самоцьонжек (пол. Samociążek, нім. Sanddorf) — село в Польщі, у гміні Короново Бидґозького повіту Куявсько-Поморського воєводства.
Населення — 429 осіб (2011).

## Демографія
Демографічна структура станом на 31 березня 2011 року:
|          | Загалом | Допрацездатний вік | Працездатний вік | Постпрацездатний вік |
| -------- | ------- | ------------------ | ---------------- | -------------------- |
| Чоловіки | 219     | 54                 | 143              | 22                   |
| Жінки    | 210     | 56                 | 111              | 43                   |
| Разом    | 429     | 110                | 254              | 65                   |